# Experiments in Mass Appeal
Experiments in Mass Appeal is het tweede studioalbum van de Britse muziekgroep Frost*. 

## Inleiding
Het album is opgenomen in The Cube; het eigen studiocomplex van Godfrey, de leider van de band. Omdat hij zijn eigen stem niet vertrouwde is Declan Burke uit Darwin’s Radio aangetrokken als zanger en tweede gitarist. Het album is steviger en voller van klank dan hun eerste album Milliontown. De verschillen in de dynamiek zijn groter geworden en de gitaarpartijen dringen de toetsenpartijen enigszins naar de achtergrond. 
Bovendien heeft Godfrey als producer de “leegtes’ nog eens opgevuld basloopjes en andere geluidseffecten. Het album valt door deze drukte en stevige muziek voor sommigen niet meer in progressieve rock, maar in het hardere segment progressieve metal. Opvallend aan het album is het slot. De compositie Wonderland houdt ineens op om na een paar minuten weer langzaam op gang te komen (hidden track), maar voordat het zover is kabbelt het met crescendo en decrescendo langzaam weg.
Het album komt in twee versies uit; een gewone compact disc en een versie met daarbij een dvd waarop allerlei extra’s waaronder een instrumentale versie van het album, en beelden die tijdens de opnamen waren gemaakt en al te zien waren op YouTube. Die laatste versie laat geen enkele info over de band zien om te benadrukken dat dit als bandproject gezien moet worden.
De bijbehorende tournee brengt Frost* ook naar Nederland met optredens in Zoetermeer en Kerkrade. In de Verenigde Staten werd het album 13 januari 2009 uitgegeven.

## Musici
- Declan Burke: gitaar, zang
- Andy Edwards: slagwerk
- Jem Godfrey: toetsen, zang
- John Jowitt: basgitaar
- John Mitchell: gitaar

## Composities
De songs zijn geschreven in 2007 en 2008 en sommige (er waren 25 songs beschikbaar) waren niet specifiek voor dit album gecomponeerd:

| Nr. | Titel                                | Duur  |
| --- | ------------------------------------ | ----- |
| 1.  | Experiments in mass appeal (Godfrey) | 7:58  |
| 2.  | Welcome to nowhere (Godfrey)         | 5:32  |
| 3.  | Pocket sun (Godfrey)                 | (4:29 |
| 4.  | Saline (Godfrey)                     | 6:09  |
| 5.  | Dead dead days (Godfrey)             | 6:51  |
| 6.  | Falling down (Godfrey)               | 5:50  |
| 7.  | You/I (Godfrey)                      | 1:07  |
| 8.  | Toys (Godfrey)                       | 3:06  |
| 9.  | Wonderland (Godfrey)                 | 15:48 |